# Campeonato Mundial de Baloncesto Femenino de 1998
El XIII Campeonato Mundial de Baloncesto Femenino se celebró en Alemania entre el 26 de mayo y el 7 de junio de 1998, bajo la organización de la Federación Internacional de Baloncesto (FIBA) y la Federación Alemana de Baloncesto.
Un total de dieciséis selecciones nacionales de cinco confederaciones continentales compitieron por el título de campeón mundial, cuyo anterior portador era el equipo de Brasil, vencedor del Mundial de 1994. 
La selección de Estados Unidos se adjudicó la medalla de oro al derrotar en la final al equipo de Rusia con un marcador de 71-65. En el partido por el tercer puesto el conjunto de Australia venció al de Brasil.

## Organización

### Sedes
| Foto | Grupo          | Ciudad     | Instalación                             |
| ---- | -------------- | ---------- | --------------------------------------- |
|      | A              | Rotemburgo | Arena del Hotel Göbels                  |
|      | B              | Karlsruhe  | Europahalle                             |
|      | C              | Wuppertal  | Pabellón de la Universidad de Wuppertal |
|      | D              | Münster    | Halle Münsterland                       |
|      | E              | Bremen     | Stadthalle Bremen                       |
|      | F y fase final | Berlín     | Pabellón Max Schmeling                  |

### Grupos
| Grupo A   | Grupo B        | Grupo C      | Grupo D       |
| --------- | -------------- | ------------ | ------------- |
| Rusia     | Estados Unidos | Alemania     | Brasil        |
| China     | Japón          | RD del Congo | Corea del Sur |
| Argentina | Senegal        | Cuba         | Hungría       |
| España    | Lituania       | Australia    | Eslovaquia    |

## Primera fase
- Todos los partidos en la hora local de Alemania (UTC+2).

### Grupo A
| Equipo    | J | G | P | PF  | PC  | DP   | PTS |
| --------- | - | - | - | --- | --- | ---- | --- |
| Rusia     | 3 | 3 | 0 | 249 | 154 | +95  | 6   |
| España    | 3 | 2 | 1 | 206 | 172 | +34  | 5   |
| China     | 3 | 1 | 2 | 203 | 201 | +2   | 4   |
| Argentina | 3 | 0 | 3 | 136 | 247 | -111 | 3   |

- Resultados

| Fecha | Hora  | Partido¹  | Partido¹ | Partido¹  | Resultado |
| ----- | ----- | --------- | -------- | --------- | --------- |
| 26.05 | 17:30 | Argentina | -        | España    | 45-64     |
| 26.05 | 20:00 | China     | -        | Rusia     | 52-70     |
| 27.05 | 17:30 | Rusia     | -        | Argentina | 107-32    |
| 27.05 | 20:00 | España    | -        | China     | 72-55     |
| 28.05 | 17:30 | Argentina | -        | China     | 59-96     |
| 28.05 | 20:00 | Rusia     | -        | España    | 72-70     |

- (¹) – Todos en Rotemburgo.

### Grupo B
| Equipo         | J | G | P | PF  | PC  | DP  | PTS |
| -------------- | - | - | - | --- | --- | --- | --- |
| Estados Unidos | 3 | 3 | 0 | 259 | 198 | +61 | 6   |
| Japón          | 3 | 2 | 1 | 265 | 255 | +10 | 5   |
| Lituania       | 3 | 1 | 2 | 237 | 243 | -6  | 4   |
| Senegal        | 3 | 0 | 3 | 167 | 232 | -65 | 3   |

- Resultados

| Fecha | Hora  | Partido¹       | Partido¹ | Partido¹       | Resultado |
| ----- | ----- | -------------- | -------- | -------------- | --------- |
| 26.05 | 18:00 | Senegal        | -        | Lituania       | 53-82     |
| 26.05 | 20:30 | Estados Unidos | -        | Japón          | 95-89     |
| 27.05 | 18:00 | Japón          | -        | Senegal        | 73-66     |
| 27.05 | 20:30 | Lituania       | -        | Estados Unidos | 61-87     |
| 28.05 | 18:00 | Japón          | -        | Lituania       | 103-94    |
| 28.05 | 20:30 | Senegal        | -        | Estados Unidos | 48-77     |

- (¹) – Todos en Karlsruhe.

### Grupo C
| Equipo       | J | G | P | PF  | PC  | DP   | PTS |
| ------------ | - | - | - | --- | --- | ---- | --- |
| Australia    | 3 | 3 | 0 | 279 | 198 | +81  | 6   |
| Cuba         | 3 | 2 | 1 | 276 | 237 | +39  | 5   |
| Alemania     | 3 | 1 | 2 | 241 | 219 | +22  | 4   |
| RD del Congo | 3 | 0 | 3 | 142 | 284 | -142 | 3   |

- Resultados

| Fecha | Hora  | Partido¹     | Partido¹ | Partido¹     | Resultado |
| ----- | ----- | ------------ | -------- | ------------ | --------- |
| 26.05 | 15:00 | RD del Congo | -        | Alemania     | 37-89     |
| 26.05 | 20:30 | Australia    | -        | Cuba         | 92-86     |
| 27.05 | 18:00 | Cuba         | -        | RD del Congo | 96-62     |
| 27.05 | 20:30 | Alemania     | -        | Australia    | 69-88     |
| 28.05 | 18:00 | RD del Congo | -        | Australia    | 43-99     |
| 28.05 | 20:30 | Cuba         | -        | Alemania     | 94-83     |

- (¹) – Todos en Wuppertal.

### Grupo D
| Equipo        | J | G | P | PF  | PC  | DP  | PTS |
| ------------- | - | - | - | --- | --- | --- | --- |
| Brasil        | 3 | 3 | 0 | 224 | 203 | +21 | 6   |
| Eslovaquia    | 3 | 2 | 1 | 179 | 166 | +13 | 5   |
| Hungría       | 3 | 1 | 2 | 193 | 198 | -5  | 4   |
| Corea del Sur | 3 | 0 | 3 | 186 | 215 | -29 | 3   |

- Resultados

| Fecha | Hora  | Partido¹      | Partido¹ | Partido¹      | Resultado |
| ----- | ----- | ------------- | -------- | ------------- | --------- |
| 26.05 | 18:00 | Hungría       | -        | Eslovaquia    | 44-50     |
| 26.05 | 20:00 | Brasil        | -        | Corea del Sur | 75-65     |
| 27.05 | 18:00 | Corea del Sur | -        | Hungría       | 65-71     |
| 27.05 | 20:00 | Eslovaquia    | -        | Brasil        | 60-66     |
| 28.05 | 18:00 | Hungría       | -        | Brasil        | 78-83     |
| 28.05 | 20:00 | Corea del Sur | -        | Eslovaquia    | 56-69     |

- (¹) – Todos en Münster.

## Segunda fase
- Todos los partidos en la hora local de Alemania (UTC+2).

Clasifican los tres mejores equipos de cada grupo y se distribuyen en dos grupos, el E con los tres primeros de los grupos A y B y el F con los tres primeros de los grupos C y D.

### Grupo E
| Equipo         | J | G | P | PF  | PC  | DP   | PTS |
| -------------- | - | - | - | --- | --- | ---- | --- |
| Estados Unidos | 6 | 6 | 0 | 504 | 380 | +124 | 12  |
| Rusia          | 6 | 5 | 1 | 473 | 378 | +95  | 11  |
| Lituania       | 6 | 3 | 3 | 427 | 437 | -10  | 9   |
| España         | 6 | 3 | 3 | 434 | 375 | +59  | 9   |
| China          | 6 | 2 | 4 | 421 | 436 | -15  | 8   |
| Japón          | 6 | 2 | 4 | 492 | 549 | -57  | 8   |

- Resultados

| Fecha | Hora  | Partido¹       | Partido¹ | Partido¹       | Resultado |
| ----- | ----- | -------------- | -------- | -------------- | --------- |
| 30.05 | 16:00 | Estados Unidos | -        | China          | 70-54     |
| 30.05 | 18:00 | Lituania       | -        | Rusia          | 52-61     |
| 30.05 | 20:00 | Japón          | -        | España         | 58-97     |
| 31.05 | 16:00 | China          | -        | Lituania       | 70-72     |
| 31.05 | 18:00 | Rusia          | -        | Japón          | 103-76    |
| 31.05 | 20:00 | España         | -        | Estados Unidos | 68-79     |
| 01.06 | 16:00 | Japón          | -        | China          | 93-94     |
| 01.06 | 18:00 | Lituania       | -        | España         | 66-63     |
| 01.06 | 20:00 | Estados Unidos | -        | Rusia          | 96-60     |

- (¹) – Todos en Bremen.

### Grupo F
| Equipo     | J | G | P | PF  | PC  | DP   | PTS |
| ---------- | - | - | - | --- | --- | ---- | --- |
| Australia  | 6 | 6 | 0 | 529 | 396 | +133 | 12  |
| Brasil     | 6 | 5 | 1 | 464 | 431 | +33  | 11  |
| Cuba       | 6 | 4 | 2 | 542 | 495 | +47  | 10  |
| Eslovaquia | 6 | 3 | 3 | 377 | 393 | -16  | 9   |
| Alemania   | 6 | 2 | 4 | 447 | 425 | +22  | 8   |
| Hungría    | 6 | 1 | 5 | 417 | 465 | -48  | 7   |

- Resultados

| Fecha | Hora  | Partido¹   | Partido¹ | Partido¹   | Resultado |
| ----- | ----- | ---------- | -------- | ---------- | --------- |
| 30.05 | 15:00 | Brasil     | -        | Alemania   | 77-73     |
| 30.05 | 17:00 | Hungría    | -        | Australia  | 66-92     |
| 30.05 | 19:00 | Eslovaquia | -        | Cuba       | 81-91     |
| 31.05 | 14:00 | Alemania   | -        | Hungría    | 79-69     |
| 31.05 | 16:00 | Australia  | -        | Eslovaquia | 82-57     |
| 31.05 | 18:00 | Cuba       | -        | Brasil     | 79-88     |
| 01.06 | 14:00 | Eslovaquia | -        | Alemania   | 60-54     |
| 01.06 | 16:00 | Hungría    | -        | Cuba       | 89-96     |
| 01.06 | 18:00 | Brasil     | -        | Australia  | 75-76     |

- (¹) – Todos en Berlín.

## Fase final
- Todos los partidos en la hora local de Alemania (UTC+2).

|  | Cuartos de final | Cuartos de final |                |        | Semifinales | Semifinales |           |              | Final        | Final      |  |
|  | 4 y 5 de junio   | 4 y 5 de junio   |                |        | 6 de junio  | 6 de junio  |           |              | 7 de junio   | 7 de junio |  |
|  |                  |                  |                |        |             |             |           |              |              |            |  |
|  |                  |                  |                |        |             |             |           |              |              |            |  |
|  | Rusia            | 85               |                |        |             |             |           |              |              |            |  |
|  | Rusia            | 85               |                |        |             |             |           |              |              |            |  |
|  | Cuba             | 78               |                |        |             |             |           |              |              |            |  |
|  | Cuba             | 78               |                | Rusia  | 82          |             |           |              |              |            |  |
|  |                  |                  |                | Rusia  | 82          |             |           |              |              |            |  |
|  |                  |                  | Australia      | 76     |             |             |           |              |              |            |  |
|  | España           | 54               | Australia      | 76     |             |             |           |              |              |            |  |
|  | España           | 54               |                |        |             |             |           |              |              |            |  |
|  | Australia        | 87               |                |        |             |             |           |              |              |            |  |
|  | Australia        | 87               |                |        |             |             |           | Rusia        | 65           |            |  |
|  |                  |                  |                |        |             |             |           | Rusia        | 65           |            |  |
|  |                  |                  | Estados Unidos | 71     |             |             |           |              |              |            |  |
|  | Lituania         | 70               | Estados Unidos | 71     |             |             |           |              |              |            |  |
|  | Lituania         | 70               |                |        |             |             |           |              |              |            |  |
|  | Brasil           | 72               |                |        |             |             |           |              |              |            |  |
|  | Brasil           | 72               |                | Brasil | 79          |             |           | Tercer lugar | Tercer lugar |            |  |
|  |                  |                  |                | Brasil | 79          |             |           | Tercer lugar | Tercer lugar |            |  |
|  |                  |                  | Estados Unidos | 93     |             |             |           |              |              |            |  |
|  | Estados Unidos   | 89               | Estados Unidos | 93     |             |             | Australia | 72           |              |            |  |
|  | Estados Unidos   | 89               |                |        |             |             | Australia | 72           |              |            |  |
|  | Eslovaquia       | 62               |                |        |             |             |           |              | Brasil       | 67         |  |
|  | Eslovaquia       | 62               |                |        |             |             |           |              | Brasil       | 67         |  |
|  |                  |                  |                |        |             |             |           |              |              |            |  |

### Cuartos de final
| Fecha | Hora  | Partido¹       | Partido¹ | Partido¹   | Resultado |
| ----- | ----- | -------------- | -------- | ---------- | --------- |
| 04.06 | 18:00 | Lituania       | -        | Brasil     | 70-72     |
| 04.06 | 20:00 | Estados Unidos | -        | Eslovaquia | 89-62     |
| 05.06 | 18:00 | Rusia          | -        | Cuba       | 85-78     |
| 05.06 | 20:00 | España         | -        | Australia  | 54-87     |

- (¹) – En Berlín.

### Semifinales
| Fecha | Hora  | Partido¹ | Partido¹ | Partido¹       | Resultado |
| ----- | ----- | -------- | -------- | -------------- | --------- |
| 06.06 | 18:00 | Rusia    | -        | Australia      | 82-76     |
| 06.06 | 20:00 | Brasil   | -        | Estados Unidos | 79-93     |

- (¹) – En Berlín.

### Tercer lugar
| Fecha | Hora  | Partido¹  | Partido¹ | Partido¹ | Resultado |
| ----- | ----- | --------- | -------- | -------- | --------- |
| 07.06 | 18:00 | Australia | -        | Brasil   | 72-67     |

- (¹) – En Berlín.

### Final
| Fecha | Hora  | Partido¹ | Partido¹ | Partido¹       | Resultado |
| ----- | ----- | -------- | -------- | -------------- | --------- |
| 07.06 | 20:00 | Rusia    | -        | Estados Unidos | 65-71     |

- (¹) – En Berlín.

### Partidos de clasificación
5.º a 8.º lugar
| Fecha | Hora  | Partido¹ | Partido¹ | Partido¹   | Resultado |
| ----- | ----- | -------- | -------- | ---------- | --------- |
| 06.06 | 13:30 | Lituania | -        | Eslovaquia | 66-58     |
| 06.06 | 15:30 | Cuba     | -        | España     | 63-80     |

- (¹) – En Berlín.

Séptimo lugar
| Fecha | Hora  | Partido¹   | Partido¹ | Partido¹ | Resultado |
| ----- | ----- | ---------- | -------- | -------- | --------- |
| 07.06 | 13:30 | Eslovaquia | -        | Cuba     | 81-83     |

- (¹) – En Berlín.

Quinto lugar
| Fecha | Hora  | Partido¹ | Partido¹ | Partido¹ | Resultado |
| ----- | ----- | -------- | -------- | -------- | --------- |
| 07.06 | 15:30 | Lituania | -        | España   | 59-70     |

- (¹) – En Berlín.

## Medallero
| Estados Unidos | Rusia | Australia |

## Plantillas de los equipos medallistas
- Estados Unidos:

Natalie Williams, Dawn Staley, Ruthie Bolton, Taj McWilliams, Jennifer Azzi, Lisa Leslie, Chamique Holdsclaw, DeLisha Milton-Jones, Edna Campbell, Kara Wolters, Katie Smith, Nikki McCray.  Seleccionador: Nell Fortner
- Rusia:

Elena Pšikova, Evgenija Nikonova, Irina Rutkovskaja, Nadežda Marilova, Elena Baranova, Elena Minaeva, Elena Chudašova, Marija Stepanova, Svetlana Abrosimova, Julija Skopa, Natalia Zassoulskaya, Svetlana Zabolueva. Seleccionador: Evgenij Gomel'skij
- Australia:

Robyn Maher, Allison Tranquilli, Sandy Brondello, Michele Timms, Annie Burgess, Joanne Hill, Kristi Harrower, Lauren Jackson, Carla Boyd, Jenny Whittle, Rachael Sporn, Michelle Brogan. Seleccionador:  Tom Maher

## Estadísticas

### Clasificación general
| 1. Estados Unidos |
| 2. Rusia          |
| 3. Australia      |
| 4. Brasil         |
| 5. España         |
| 6. Lituania       |
| 7. Cuba           |
| 8. Eslovaquia     |
| 9. Japón          |
| 10. Hungría       |
| 11. Alemania      |
| 12. China         |
| 13. Corea del Sur |
| 14. Senegal       |
| 15. Argentina     |
| 16. RD del Congo  |

### Máxima anotadora
| N.º | Jugadora                 | País           | Puntos |
| --- | ------------------------ | -------------- | ------ |
| 1   | Janeth dos Santos Arcain | Brasil         | 182    |
| 2   | Licet Castillo Iglesias  | Cuba           | 163    |
| 3   | Lisa Leslie              | Estados Unidos | 154    |
| 4   | Jurgita Štreimikytė      | Lituania       | 143    |
| 5   | Mikiko Hagiwara          | Japón          | 140    |

Fuente: 

### Equipo más anotador
| N.º | Equipo         | Puntos |
| --- | -------------- | ------ |
| 1   | Cuba           | 766    |
| 2   | Australia      | 764    |
| 3   | Estados Unidos | 757    |
| 4   | Rusia          | 705    |
| 5   | Japón          | 688    |

Fuente: 